# Mart'vili
Mart'vili (in georgiano მარტვილი?) è un comune della Georgia, situato nella regione di Samegrelo-Zemo Svaneti.
La cattedrale di Mart'vili-Chkondidi fu fondata alla fine del VII secolo, ricostruita nel X e contiene affreschi del XIV.

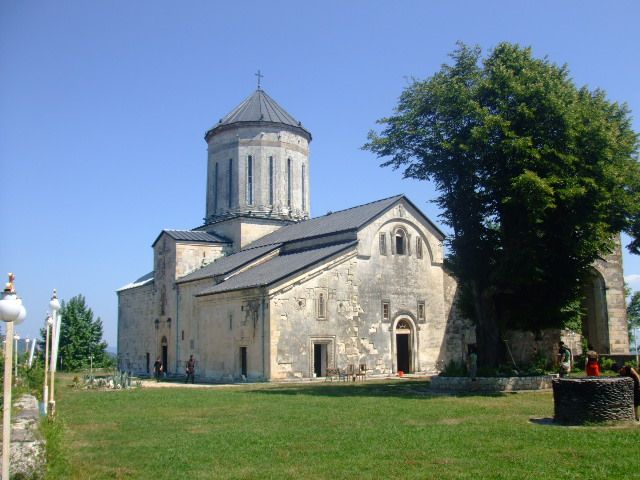
La cattedrale di Mart'vili-Chkondidi
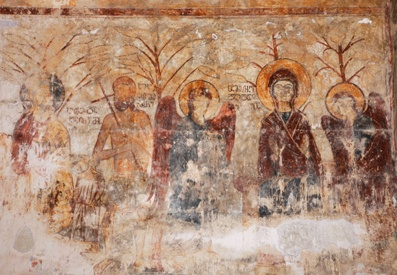
Affresco nella cattedrale
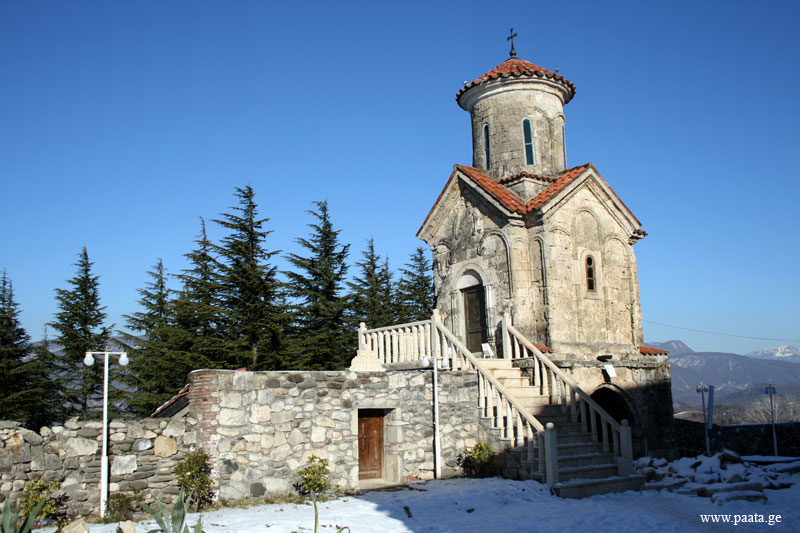
Il monastero
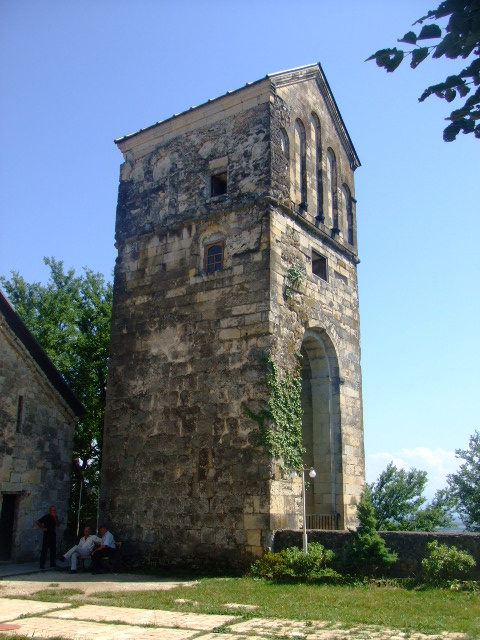
Torre attigua alla cattedrale
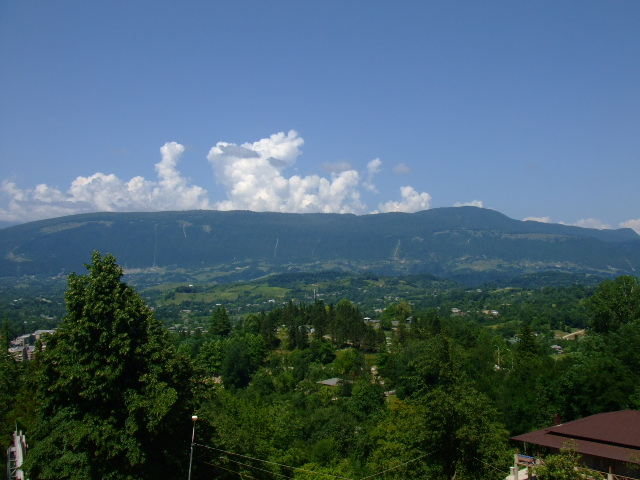
Veduta d'insieme

Il monastero che la circondava, su una collina al centro della città, era il centro ecclesiastico della Mingrelia in epoca medievale. Esso è nuovamente in attività dalla fine dell'impero sovietico e può essere visitato.